# Tegne- og Kunstindustriskolen for Kvinder

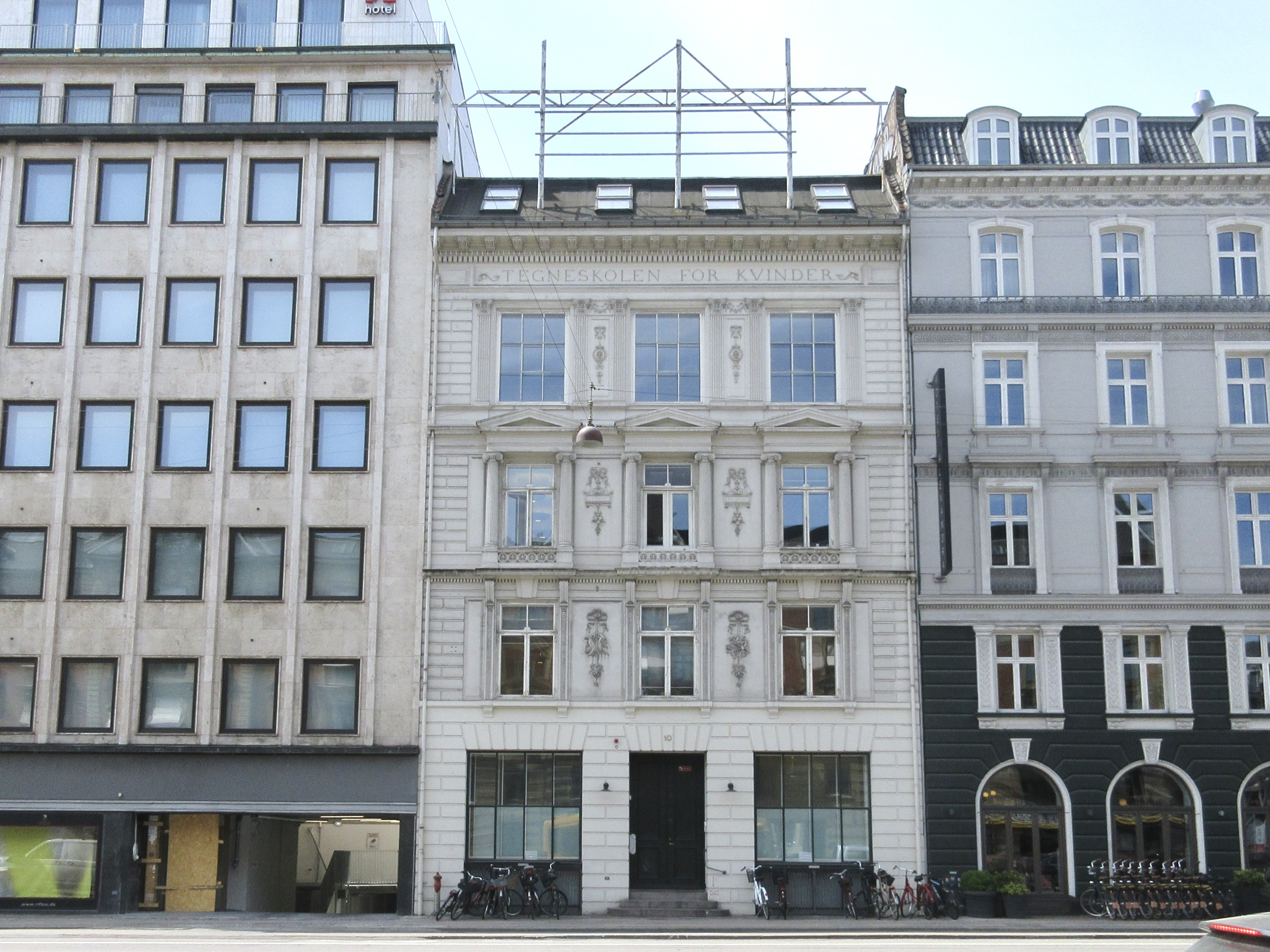
Skolbyggnaden på H. C. Andersens Boulevard.

Tegne- og Kunstindustriskolen for Kvinder var en dansk konstskola i Köpenhamn, instiftad 1876 som ett initiativ för kvinnors utbildningsmöjligheter, då kvinnor i slutet av 1800-talet inte kunde söka in på tekniska skolor.
Tegneskolen utbildade kvinnor i konsthantverk och grafiska ämnen. Dansk Kvindesamfund arbetade för att få kvinnor registrerade på Konstakademien, och då det lyckades år 1888, blev konstskolan erkänd som en förberedande skola till Kunstakademiets Kunstskole for Kvinder. Skolan blev 1967 sammanslagen med Kunsthåndværkerskolen som Skolen for Brugskunst, senare Kunstakademiets Designskole.
1880–1881 uppfördes en ny skolbyggnad på H. C. Andersens Boulevard (Vestre Boulevard), ritad av arkitekten Vilhelm Klein, vilken användes från 1881 till 1967. Hans fru Charlotte Klein (född Schrøder) var den nyuppförda skolans första föreståndare. Byggnaden är idag kulturminnesmärkt.